# Circuito feminino da ITF
O Circuito feminino da ITF (ITF Women's World Tennis Tour) é uma série de torneios profissionais de tênis organizados pela Federação Internacional de Tênis para os atletas do tênis feminino.
Existem várias centenas de torneios do Circuito Feminino da ITF a cada ano, espalhados por todos os seis continentes habitados, com prêmios em dinheiro variando de US$ 15.000 a US$ 100.000.

## História
Trata-se de um circuito de desenvolvimento para entrada no circuito WTA, que é organizado pela Associação de Tênis Feminino. Existem centenas de torneios no Circuito Feminino ITF todos anos anos, espalhados pelos seis continentes e com prêmios que variam de US$ 10.000 a US$ 100.00. As tenistas que obtiverem sucesso em ITFs, como são chamados informalmente, ganham pontos o suficiente para serem elegíveis a chaves de qualificatório ou principais de torneios da WTA.
Até 2011, o Circuito feminino da ITF era o nível imediatamente baixo do Circuito WTA, mas em 2012, a WTA inseriu um intermediário de challengers, conhecido oficialmente como WTA 125K Series.
Há também o Circuito masculino da ITF, mas este incorpora apenas os torneios de nível future, de níveis mais baixos. Os torneios para homens de nível intermediário, equivalentes ao WTA 125K e aos maiores em dinheiro do ITFs femininos, estão sob o respaldo da ATP, como parte do ATP Challenger Tour.
Em 2019, foram feitas reformulações, renomeando o circuito para simplesmente ITF World Tennis Tour (pressupondo que cada um deles tenha as modalidades masculina e feminina), servindo de caminho ao jogador, entre níveis de jogo juvenil e de elite do tênis profissional. Essa empreitada é o resultado de uma série de medidas da ITF para apoiar jogadores juvenis talentosos em sua progressão ao profissional, e direcionar a premiação em dinheiro efetivamente a torneios profissionais para permitir que mais jogadores se mantenham financeiramente no esporte.

## Distribuição de pontos
A distribuição de pontos para a temporada de 2024 foi definida:
| Categoria                   | T   | F  | SF | QF | R16 | R32 | R64 | R128 | Q | Q3 | Q2 | Q1 |
| --------------------------- | --- | -- | -- | -- | --- | --- | --- | ---- | - | -- | -- | -- |
| ITF W100 (32S, 32Q)         | 100 | 65 | 39 | 21 | 12  | 1   | -   | -    | 5 | –  | 3  | -  |
| ITF W100 (48S, 32/24Q)      | 100 | 65 | 39 | 21 | 12  | 7   | 1   | -    | 5 | -  | 3  | -  |
| ITF W100 (16D)              | 100 | 65 | 39 | 21 | 1   | -   | -   | -    | - | -  | -  | -  |
| ITF W75 (32S, 32Q)          | 75  | 49 | 29 | 16 | 9   | 1   | -   | -    | 3 | –  | 2  | -  |
| ITF W75 (48S, 32/24Q)       | 75  | 49 | 29 | 16 | 5   | 1   | -   | 3    | – | 2  | -  |    |
| ITF W75 (16D)               | 75  | 49 | 29 | 16 | 1   | -   | -   | -    | - | -  | -  | -  |
| ITF W50 (32S, 32D)          | 50  | 33 | 20 | 11 | 6   | 1   | –   | –    | 2 | –  | 1  | –  |
| ITF W50 (48S, 32/24Q)       | 50  | 33 | 20 | 11 | 6   | 1   | –   | –    | 2 | –  | 1  | –  |
| ITF W50 (16D)               | 50  | 33 | 20 | 11 | 1   | –   | –   | –    | – | –  | –  | –  |
| ITF W35 (32S, 24/32/48/64Q) | 35  | 23 | 14 | 8  | 4   | –   | –   | –    | 1 | –  | –  | –  |
| ITF W35 (48S, 32/24Q)       | 35  | 23 | 14 | 8  | 4   | 2   | 1   | –    | 1 | –  | –  | –  |
| ITF W35 (16D)               | 35  | 23 | 14 | 8  | 1   | –   | –   | –    | – | –  | –  | –  |
| ITF W15 (32S, 32/24/48/64Q) | 15  | 10 | 6  | 3  | 1   | –   | –   | –    | – | –  | –  | –  |
| ITF W15 (16D)               | 15  | 10 | 6  | 3  | –   | –   | –   | –    | – | –  | –  | –  |

## Lista de eventos
O Circuito feminino da ITF incluiu e/ou inclui:
- AAVA Open
- Abierto de Puebla
- Abierto Tampico
- Abierto Victoria
- ACT Clay Court International
- Advantage Cars Prague Open
- Aegon Eastbourne Trophy
- Aegon GB Pro-Series Barnstaple
- Aegon GB Pro-Series Bath
- Al Habtoor Tennis Challenge
- Allianz Cup
- Ankara Cup
- Batumi Ladies Open
- BCR Open Romania Ladies
- Beijing International Challenger
- Bella Cup
- Bendigo Women's International
- Berkeley Tennis Club Challenge
- Biberach Open
- Boyd Tinsley Women's Clay Court Classic
- Braidy Industries Women's Tennis Classic
- Bredeney Ladies Open
- Burnie International
- Bursa Cup
- Caesar & Imperial Cup
- Camparini Gioielli Cup
- Canberra Tennis International
- Carson Challenger
- Central Coast Pro Tennis Open
- Challenger de Gatineau
- Challenger de Granby
- Challenger de Saguenay
- CIT Paraguay Open
- City of Playford Tennis International
- Clearwater Women's Open
- Coleman Vision Tennis Championships
- Colorado International
- Copa Bionaire
- Copa LP Chile Hacienda Chicureo
- CopperWynd Pro Women's Challenge
- Danish Open
- Darwin Tennis International
- Delhi Open
- Dow Tennis Classic
- Dunlop World Challenge
- EmblemHealth Bronx Open
- Empire Slovak Open
- Fergana Challenger
- FSP Gold River Women's Challenger
- Fukuoka International Women's Cup
- GB Pro-Series Glasgow
- GB Pro-Series Loughborough
- GB Pro-Series Shrewsbury
- GB Pro-Series Foxhills
- Georgia's Rome Tennis Open
- Goldwater Women's Tennis Classic
- Grand Est Open 88
- Grapevine Women's Tennis Classic
- Hardee's Pro Classic
- Henderson Tennis Open
- Hódmezővásárhely Ladies Open
- Hungarian Ladies Open
- Hungarian Pro Circuit Ladies Open
- Ilkley Trophy
- Industrial Bank Cup
- Infond Open
- Internacional Femenil Monterrey
- International Country Cuneo
- Internationaux Féminins de la Vienne
- Internazionali di Tenis Femminili Città di Latina
- Internazionali di Tennis Città dell'Aquila
- Internazionali Femminili di Brescia
- Internazionali Tennis Val Gardena Südtirol
- Ismaning Open
- ITF Athens Open
- ITF Indian Harbour Beach
- ITF Jounieh Open
- ITF Roller Open
- ITF Tokyo Ariake Open
- ITF Women's Circuit – Baotou
- ITF Women's Circuit – Hong Kong
- ITF Women's Circuit – Sanya
- ITF Women's Circuit – Wenshan
- ITF Women's Circuit – Xi'an
- ITF Women's Circuit – Xuzhou
- ITF Women's Circuit UBS Thurgau
- ITK Open
- ITS Cup
- Japan Open
- The Jersey International
- Jin'an Open
- Jinan International Open
- John Newcombe Women's Pro Challenge
- Kangaroo Cup
- Kazan Open
- Keio Challenger
- Kemer Cup
- Kirkland Tennis Challenger
- Koddaert Ladies Open
- Kōfu International Open
- Koser Jewelers Tennis Challenge
- Kültürpark Cup
- Kunming Open
- Kurume Cup
- L'Open 35 de Saint-Malo
- Ladies Open Dunakeszi
- Ladies Open Hechingen
- Lale Cup
- Launceston International
- Lexington Challenger
- Liuzhou Open
- LTP Charleston Pro Tennis
- Manchester Trophy Challenger
- Mençuna Cup
- Merz Aesthetics Women's Challenger
- Montreux Ladies Open
- Morelos Open
- Mumbai Open
- Nana Trophy
- Nanjing Ladies Open
- Nature's Way Sydney Tennis International
- Naturtex Women's Open
- NECC–ITF Women's Tennis Championships
- NEK Ladies Open
- Neva Cup
- Ningbo International Tennis Open
- Nottingham Challenge
- One Love Tennis Open
- Open Andrézieux-Bouthéon 42
- Open Bogotá
- Open Castilla y León
- Open de Biarritz
- Open de Cagnes-sur-Mer
- Open de Limoges
- Open de Seine-et-Marne
- Open de Touraine
- Open de Valencia
- Open Diputación Ciudad de Pozoblanco
- Open Porte du Hainaut
- Open Féminin de Marseille
- Open International de Saint-Raphaël
- Open Medellín
- Open Montpellier Méditerranée Métropole Hérault
- Open Nantes Atlantique
- Open Saint-Gaudens Occitanie
- Oregon Challenger
- Palić Open
- Palm Beach Gardens Challenger
- Pingshan Open
- Prague Open
- President's Cup
- Q Hotel & Spa Women's Pro Tennis Classic
- QNet Open
- Reinert Open
- Royal Cup NLB Montenegro
- RWB Ladies Cup
- Salwator Cup
- Samsung Securities Cup
- São Paulo Challenger de Tênis
- Saransk Cup
- Save Cup
- Seoul Open Challenger
- Shenzhen Longhua Open
- Siberia Cup
- Slovak Open
- Smart Card Open Monet+
- Soho Square Ladies Tournament
- South Seas Island Resort Women's Pro Classic
- Southsea Trophy
- Soweto Open
- Sparta Prague Open
- Sportsmen's Tennis Club Challenger
- St. Petersburg Ladies' Trophy
- Stockton Challenger
- Sunfeast Open
- Surbiton Trophy
- Suzhou Ladies Open
- Taipei Open
- Tampere Open
- Tatarstan Open
- TEAN International
- Telavi Open
- Tennis Championships of Honolulu
- Tennis Classic of Macon
- Tevlin Women's Challenger
- The Bahamas Women's Open
- The Oaks Club Challenger
- Tianjin Health Industry Park
- Torneio Internacional de Tênis Campos do Jordão
- Torneo Internacional Challenger León
- Torneo Conchita Martínez
- Torneo Internacional Femenino Villa de Madrid
- Torneo Internazionale Femminile Antico Tiro a Volo
- Torneo Internazionale Regione Piemonte
- Trabzon Cup
- Trofeu Internacional Ciutat de Barcelona
- Trofeul Popeci
- Tyler Pro Challenge
- USTA Tennis Classic of Troy
- Vancouver Open
- Vanessa Phillips Women's Tournament
- Viccourt Cup
- Waco Showdown
- Waterloo Challenger
- Winnipeg Challenger
- WSG Open
- Wuhan World Tennis Tour
- Yakima Regional Hospital Challenger
- Yugra Cup
- Zagreb Ladies Open
- Zagreb Open
- Zhengzhou Open
- Zhuhai Open